# ربيع أبو خليل
ربيع أبو خليل ، موسيقار وعازف عود لبناني ولد في 17 آب 1957 في بيروت – لبنان.

## حياته
تعلم ربيع أبو خليل الموسيقى العربية والغربية في الكونسرفتوار في بيروت. في العام 1978 ومع اندلاع الحرب في لبنان غادر إلى ألمانيا حيث بدأ بتعلم الموسيقى الكلاسيكية والعزف على الناي في ميونيخ – ألمانيا ولكن آلة العود بقيت آلته المفضلة.
تعاقد ربيع أبو خليل في بداية التسعينات مع المنتج الألماني ماتياس فنكلمان وأدخله معه في مجموعة Enja لموسيقى الجاز. في ذلك الوقت كان المزج بين موسيقى الجاز وموسيقى الروك يعتبر بالنسبة للكثيريين من معاني التجديد في موسيقى الجاز، مما جعل ربيع أبو خليل يبدو كشخص يقوم بدور هامشي. تبين لاحقاً أن ما يقوم به ربيع أبو خليل بجرأته في مزج الموسيقى العربية التقليدية مع الموسيقى الكلاسيكية الأوروبية وموسيقى الجاز الأمريكية قفزة في الموسيقى المرتجلة التي ازدهرت سريعاً مع انتشار موسيقى الجاز في التسعينات.
أما الآن وبعد فوزه عشرات المرات بالجائزة الألمانية لموسيقى الجاز وتجاوز مبيعاته الموسيقية المليون نسخة يعتبر ربيع أبو خليل واحداً من أبرز أعلام موسيقى الجاز والموسيقى العالمية.
يُؤخذ اليوم على ربيع أبو خليل في أنه يقوم بتمييع الإرث الموسيقي العربي ولكنه يرد عليهم رافضاَ في أن موسيقى اليوم هي ثورة الأمس!

## أعماله
- )Bitter Harvest (1984
- Between Dusk And Dawn (1987)
- Nafas (1988)
- Bukra (1988)
- Roots and Sprouts (1990)
- Al-Jadida (1991)
- Blue Camel (1992)
- Tarab (1993)
- Sultan’s Picnic (1994)
- Arabian Waltz (1996)
- Odd Times (1997)
- Yara (1999)
- Cactus Of Knowledge (2001)
- Il Sospiro (2002)
- Morton’s Foot (2003)
- Journey To The Centre of An Egg (2005)
- Songs for Sad Women (2007)

## وصلات خارجية
- ربيع أبو خليل على موقع IMDb (الإنجليزية)
- ربيع أبو خليل على موقع ميوزك برينز (الإنجليزية)
- ربيع أبو خليل على موقع أول ميوزيك (الإنجليزية)
- ربيع أبو خليل على موقع ديسكوغز (الإنجليزية)
- ربيع أبو خليل على موقع كينوبويسك (الروسية)
- الموقع الرسمي لربيع أبو خليل على ال myspace.com
- موقع ربيع أبو خليل على ENJA Records
- ربيع أبو خليل
- صور لربيع أبو خليل Jazzit 2007